# NGC 7025
NGC 7025 (другие обозначения — PGC 66151, UGC 11681, MCG 3-54-1, ZWG 449.3, KARA 897, IRAS21054+1607) — спиральная галактика (Sa) в созвездии Дельфин.
Этот объект входит в число перечисленных в оригинальной редакции «Нового общего каталога».